# Вінченцо Де Фео
Вінченцо Де Фео (італ. Vincenzo de Feo, 16 вересня 1876, Мірабелло-Саннітіко - 17 січня 1955, Рим) — італійський адмірал та політик

## Біографія
Вінченцо Де Фео народився 16 вересня 1876 року в Мірабелло-Саннітіко. У 1890 році, 14-річному віці, вступив до Військово-морської академії в Ліворно, яку закінчив у 1895 році у званні гардемарина. Ніс службу на різних кораблях, зокрема на броненосці «Руджеро ді Лаурія», есмінці «Ланчере», броненосцях «Вітторіо Емануеле» та «Реджина Маргерита».
Брав участь в  італійсько-турецькій війні. У 1913 році отримав звання лейтенанта.
Зі вступом Італії у Першу світову війну ніс службу на підводних човнах «Велелла», «W3» та «W1». Отримавши звання капітана III рангу, очолив дивізіон підводних човнів, а після отримання звання капітана II рангу був призначений командувачем флотилії підводних човнів в Анконі, Венеції та Бріндізі (1917-1919). За участь у бойових діях був нагороджений двома Срібними медалями «За військову доблесть».
Після закінчення війни протягом 1919-1920 років Вінченцо Де Фео ніс службу в міністерстві військово-морських сил у Департаменті артилерії та озброєнь. У 1923 році отримав звання капітана I рангу. Командував лінкорами «Джуліо Чезаре», «Наполі», «Андреа Доріа» та «Конте ді Кавур», а також крейсером «Сан-Джорджо». У 1929 році отримав звання контрадмірала. Очолював військово-морське командування в Кастелламмаре-ді-Стабія, пізніше був інспектором міністерства військово-морських сил. У 1933 році отримав звання дивізійного адмірала.
Протягом 1933-1935 років командував 2-ю морською дивізією (флагманський корабель - крейсер «Горіція»), потім 3-ю  морською дивізією (флагманський корабель - крейсер «Тренто»). У 1935 році отримав звання ескадреного адмірала, протягом 1935-1937 років очолював військово-морське командування в Ла-Спеції.
Протягом 1937-1938 років Вінченцо Де Фео був губернатором Італійської Еритреї. Згодом був президентом Вищої ради військово-морського флоту (італ. Consiglio superiore di Marina). У 1939 року вийшов у запас. Того ж року призначений сенатором Королівства Італія. 
У 1940 році, зі вступом Італії у Другу світову війну, Вінченцо Де Фео знову повернувся на військову службу. Був головою військово-морської делегації в Тулоні в Комісії з перемир'я з Францією. Перебував на службі до січня 1943 року після чого вийшов у відставку.
7 серпня 1944 року Вищий суд із санкцій проти фашизму прийняв до розгляду справу Вінченцо Де Фео , оскільки він був визнаний відповідальним за підтримку режиму. Така ж доля спіткала адміралів Луїджі Міралья та Умберто Буччі, також призначених на той час сенаторами Королівства. Зрештою він був відправлений у відставку у 1949 році.
Помер 17 січня 1955 року у Римі.

## Наукова діяльність
Окрім посад, які він обіймав, Вінченцо Де Фео закінчив навчання за фахом морська інженерія та був єдиним техніком у італійському флоті, який мав п’ять спеціалізованих патентів: підводна зброя, хімія вибухових речовин, електротехніка, радіотелеграфія та зв’язок, артилерія та балістика. 
Ще з юності він цікавився питанням виявлення позиції противника. Коли на морі запанували броненосці з гарматами калібру 305 мм і більше, з'ясувалось, що проблема точності стрільби полягає не стільки в дальності, стільки у тому, що снаряду треба не менше 30 секунд, щоб долетіти до цілі. За цей час ворожий корабель змінить своє розташування. Вже в 1905 році він сформулював систему, яка дозволяла фокусувати ціль на великих відстанях, і після вдосконалення в 1913 році він опублікував результати в «Rivista Marittima». У 1921 і 1922 роках з'явилися інші статті. Після цього систему перевірили компетентні військові органи. Це був дуже особливий гіроскоп (виготовлений за власні кошти) під назвою "gimetro", якому судилося стати основою електромеханічних систем управління стрільбою, прийнятих на озброєння італійського флоту з 1930 року. Ця система застаріла лише в 1944 році, коли американці взяли на озброєння найперші електронні комп'ютери, які пізніше перетворилися на сучасні комп'ютери. Також Вінченцо Де Фео розробив системи управління зенітним вогнем.
Співпраця Вінченцо Де Фео з «Rivista Marittima» тривала до 1936 року. Серед багатьох статей слід згадати «Dreadnout or Fearful», яка вийшла в 1923 році, в якій, починаючи з аналізу Ютландської битви між британським та німецьким флотом у 1916 році під час Першої світової війни, він з великою прозорливістю стверджував, що лінкори більше не будуть головними героями війни на морях і що їх місце займуть підводні човни та авіація, як це сталося пізніше. На жаль, його інтуїція була проігнорована Муссоліні, який стверджував, що Італія є великим авіаносцем. За цю недалекоглядність італійці заплатили жорстоку ціну, зазнавши поразки в бою біля мису Матапан у березні 1941 року. У цій битві британці, окрім радарів, також застосували авіаносець, з палуби якого злетів літак, що знерухомив крейсер «Пола», уповільнивши таким чином швидкість усієї італійської ескадри, що і призвело до розгрому.
Вінченцо Де Фео по материнській лінії був дядьком інженера Уго Тіберіо. Саме Вінченцо Де Фео спонукав Уго Тіберіо обрати кар'єру  в італійському флоті. Ще у 1930-х роках Уго Тіберіо сконструював перший італійський радар. Але недалекоглядність Королівського флоту, який не профінансував відкриття, дозволила британцям першими встановити радар на військових кораблях у 1940 році.

## Нагороди
- Кавалер Савойського військового ордена
- Срібна медаль «За військову доблесть» (два нагородження)
- Хрест «За військові заслуги»
- Кавалер Ордена Корони Італії
- Офіцер Ордена Корони Італії
- Командор Ордена Корони Італії
- Великий офіцер Ордена Корони Італії
- Кавалер Ордена Святих Маврикія та Лазаря
- Офіцер Ордена Святих Маврикія та Лазаря
- Командор Ордена Святих Маврикія та Лазаря
- Великий офіцер Ордена Святих Маврикія та Лазаря
- Кавалер великого хреста Колоніального ордена Зірки Італії
- Пам'ятна медаль італійсько-турецької війни 1911—1912
- Пам'ятна медаль Італо-австрійської війни 1915—1918 з чотирма зірками
- Медаль Перемоги
- Маврикіанська медаль заслуг за 10 п'ятиліть бездоганної військової кар'єри
- Золотий хрест за вислугу років
- Почесна медаль за довголітнє судноводіння